# Calamaria adspersa
Calamaria adspersa là một loài dương xỉ trong họ Isoetaceae. Loài này được A. Braun Kuntze mô tả khoa học đầu tiên năm 1891.